# لامبرتو پیکاسو
لامبرتو پیکاسو (ایتالیایی: Lamberto Picasso؛ ‏ ۲۱ اکتبر ۱۸۸۰ – ۱۷ سپتامبر ۱۹۶۲) یک هنرپیشه اهل ایتالیا بود.
از فیلم‌هایی که وی در آن نقش داشته است، می‌توان به برادران کارامازوف، کاراواجو، قلب و روح، دکتر آنتونیو، مسالینا، شیپیو آفریکانوس: شکست هانیبال، روسینی، جوزپه وردی، ورای عشق، فانی، کاستا دیوا، مانون لسکو و عاشق مجنون‌وار اشاره کرد. او در ۷۰ فیلم بین سالهای ۱۹۱۴ و ۱۹۵۳ میلادی ظاهر شد.